# 北站街道 (沈阳市)
北站街道，是中华人民共和国辽宁省沈阳市沈河区下辖的一个乡镇级行政单位。街道原名新北站街道，2019年12月更名北站街道。

## 行政区划
北站街道下辖以下地区：
凯旋社区、山东堡社区、惠工社区、狮慈社区、望远社区、府北社区和迎宾社区。